# لا هرکاخادا
لا هرکاخادا دهستانی در استان آبیلای اسپانیا است.
در این دهستان ۷۵۶ نفر زندگی می‌کنند. مساحت این دهستان ۴۶٫۳۱ کیلومتر مربع است.